# Pedro Ricardo Barreto Jimeno
Pedro Ricardo Barreto Jimeno SJ (Lima, 1944. február 12. –) jezsuita szerzetes, római katolikus pap, a Huancayói főegyházmegye nyugalmazott érseke, bíboros.

## Élete
1971. december 18-án szentelték pappá, szerzetesi örökfogadalmát 1976. október 3-án tette le.

### Püspöki pályafutása
2001. november 9-én kinevezték a Jaén en Peru o San Francisco Javier apostoli vikariátus élére, és 2002. január 1-én püspökké szentelték. 2004. július 17-én kinevezték a Huancayo-i főegyházmegye érsekévé. Ferenc pápa a 2018. június 28-i konzisztóriumon bíborossá kreálta. 2024. február 12-én Ferenc pápa elfogadta lemondását a főegyházmegye kormányzásáról.